# Ezizen
Ezizen, du basque ez (« sans ») et izen (« nom »), est le mot basque désignant le surnom des mots sans nom.
Il y a des noms de choses qui doivent être tenus secrets ou qui sont considérés comme tabous. Pour cela on doit les remplacer par d'autres dans le langage courant. C'est ce qui se produit avec le diable qui, dans beaucoup de villages, est désigné par Beste mutilla (l'autre garçon).

## Explications
D'après le linguiste Christianus Cornelius Uhlenbeck, les noms eguzki (soleil) et ilargi (lune), sont utilisés à la place des véritables noms de ces astres, qui eux sont tabous. Pour parler de la mort d'une couleuvre on ne doit pas utiliser le verbe il (mourir), qui dans ce cas est tabou. Autrefois, selon les régions, on utilisait les verbes akabau, amaitu, kalitu, autsi, eho. Pour dire qu'une couleuvre est grande, il ne faut pas utiliser l'adjectif andi (grand) mais mortala. Dans ce cas andi est tabou.

## Étymologie
Ezizen signifie littéralement « sans nom » en basque : le préfixe ez représentant la négation, le mot izen signifiant « nom ».